# Färöarnas nationalbibliotek

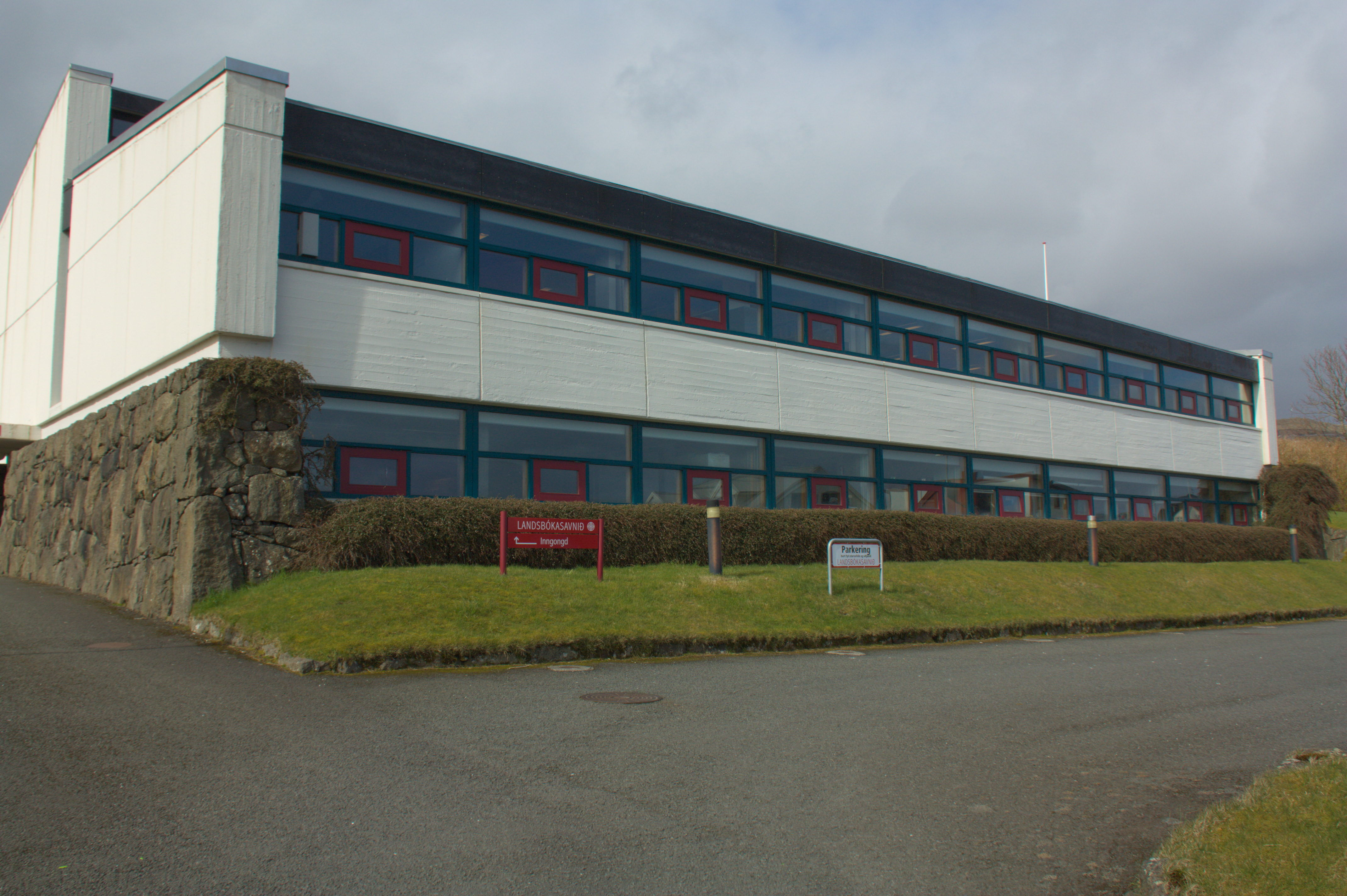
Färöarnas nationalbibliotek i Tórshavn.

Føroya landsbókasavn, Färöarnas nationalbibliotek, är ett bibliotek i Tórshavn på Färöarna.
Biblioteket ansvarar för utgivningen av nationalbibliografin. Biblioteket har landets mest kompletta samling av böcker tryckta på Färöarna och utländska böcker om Färöarna.
Dess verksamhet, som definieras i den färöiska bibliotekslagen från 2011, omfattar insamling och katalogisering av tryckt, digitalt och inspelat material. Samlingen utökas kontinuerligt med förlagens pliktexemplar samt genom inköp och gåvor.

## Historia

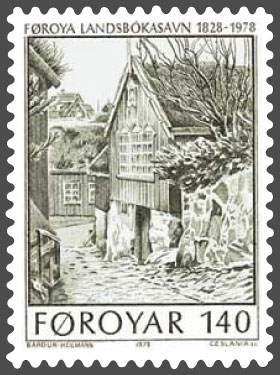
Färöarnas första bibliotek.

Det första biblioteket på Färöarna, "Føroya Amts Bókasavn", grundades 1828. Det innehöll av en samling av böcker och manuskript från amtman Christian Ludvig Tillisch och revisor Jens Davidson. Den senare fungerade också som bibliotekarie. Samlingen katalogiserades av M. A. Jacobsen i början av 1920-talet och en bibliotekarie anställdes på heltid.
När Färöarna fick självstyre 1948 övertogs ansvaret för biblioteket av de färöiska myndigheterna och bytte namn till Føroya Landsbókasavn. Den  24 september 1980 flyttade nationalbiblioteket till nybyggda lokaler på J. C. Svabos gøta 16. Byggnaden, som har ritats av den färöiska arkitekten Jákup Pauli Gregoriussen, har en yta på 1 800 kvadratmeter. 